# بخش مرکزی شهرستان نطنز
بخش مرکزی شهرستان نطنز یکی از بخش‌های شهرستان نطنز در استان اصفهان ایران است.

## تقسیمات کشوری
- بخش مرکزی شهرستان نطنز 
  - دهستان برزرود
  - دهستان طرق رود
  - دهستان کرکس

شهرها: نطنز ، طرق‌رود

## جمعیت
براساس سرشماری عمومی نفوس و مسکن در سال ۱۳۹۵، جمعیت بخش مرکزی شهرستان نطنز برابر با ۴۳،۹۷۰ نفر بوده‌است.